# Vågakallen
Vågakallen (942 moh.) er et fjeld i Vågan kommune i Lofoten. Fjeldet ligger vest for Kabelvåg og Henningsvær på Austvågøya.
Fjeldsiden som ligger mod Kabelvåg er egnet til klatring, og der er beskrevet flere ruter i bogen Magic Islands of Lofoten af Ed Webster. Fjeldet kan ligeledes bestiges til fods via en sti på fjeldsiden mod Henningsvær.
- Kabelvåg med Vågakallen i baggrunden. Foto fra 1890-tallet.
- Vågakallen set fra færgen mellem Svolvær og Hamarøy i øst.

## Eksterne Henvisninger
- Wikimedia Commons har flere filer relateret til Vågakallen
- Beskrivelse af Vågakallen på peakbook.org
- Lofotodden
- Vågakallen Arkiveret 11. april 2005 hos  Wayback Machine
- Turbeskrivelse – til tops via normalvegen fra Djupfjorden

68°11′20″N 14°17′43″Ø / 68.18884°N 14.29535°Ø